# Bundesarbeitsgemeinschaft der Freiwilligenagenturen
Die Bundesarbeitsgemeinschaft der Freiwilligenagenturen e. V. (bagfa) ist der bundesweite Dach- und Fachverband der Freiwilligenagenturen in Deutschland. Die bagfa strebt eine Bürgergesellschaft an, in der sich Menschen mit Freude und Kompetenz in der Gesellschaft unentgeltlich engagieren, sie verantwortlich mitgestalten und in der gleiche Chancen und Möglichkeiten zur Entfaltung aller bestehen. Mitglieder der bagfa sind lokale Freiwilligenagenturen und Einzelpersonen als Fördermitglieder.

## Beschreibung
Als Dach- und Fachverband fördert und stärkt die bagfa die Arbeit der Freiwilligenagenturen vor Ort. Sie macht die Leistungen der Freiwilligenagenturen sichtbar und verbessert die Rahmenbedingungen ihrer Arbeit. Sie berät Freiwilligenagenturen in fachlichen Fragen, erarbeitet Informations- und Arbeitsmaterialien, organisiert Fortbildungen und unterstützt mit einem Qualitätsmanagementsystem die Qualitätsentwicklung.
Die bagfa fördert den Austausch, die Zusammenarbeit und den Projekttransfer zwischen den Freiwilligenagenturen und entwickelt Engagementfelder und Projekte.
Als Interessenvertretung der Freiwilligenagenturen wendet sich die bagfa auch an Bürgerinnen und Bürger, Organisationen und Verbände, Unternehmen und Politik, Verwaltung und Medien, die sich für die Arbeit der Freiwilligenagenturen interessieren.

## Gründung und Organisation
Die bagfa wurde am 27. Januar 1999 von 18 Freiwilligenagenturen als Verein in Nürnberg gegründet. 202 Freiwilligenagenturen, Freiwilligenzentren, Engagementbörsen, Ehrenamtsbüros, Engagementzenten und Einzelpersonen sind aktuell Mitglied in der bagfa.
Die bagfa ist als eingetragener Verein organisiert, der von einem fünfköpfigen Vorstand geleitet wird. Die Geschäftsstelle in Berlin beschäftigt neun angestellte Mitarbeiterinnen und Mitarbeiter. Bundespräsident Frank-Walter Steinmeier ist Schirmherr der bagfa.

## Mitgliedschaften
Die bagfa ist Mitglied im Bundesnetzwerk Bürgerschaftliches Engagement (BBE) und ist dort im Koordinierungsausschuss vertreten. 2015 ist die bagfa dem Global Network of National Volunteer Centers (GNNVC) beigetreten. Das internationale Netzwerk von Freiwilligenzentren ist eine Initiative der International Association for Volunteer Effort (IAVE).